# N19 (Burkina Faso)
Die N19 (Route nationale 19) ist eine Straße in Burkina Faso, die von Kantchari nahe der Grenze zu Niger von der N4 abzweigt und über Diapaga und Tansarga zur Grenze nach Benin verläuft.
Sie ist ca. 145 km lang und war ursprünglich unbefestigt und teilweise schlecht befahrbar.
Deswegen begann am 19. Dezember 2017 die komplette Asphaltierung, die bis Ende 2019[veraltet] abgeschlossen sein sollte. Die Ausbaukosten wurden mit 31,613 Milliarden CFA-Francs (umgerechnet etwa 48 Millionen Euro) veranschlagt und sollten zu 96 % von der Islamischen Entwicklungsbank (IDB) und zu 4 % vom Staat Burkina Faso getragen werden.